# NOS-gebouw
Het NOS-gebouw is een gebouw dat is gelegen op het Media Park in Hilversum en is in 1985 geopend als het Schakel- en Presentatiecentrum wat later ook bekend stond als het Videocentrum. Samen met het Filmcentrum vormt het een aaneengesloten gebouw en wordt het gedeeld door de NOS en de NPO. Tegenwoordig worden de namen Film- en Videocentrum niet meer gebruikt. Het gedeelte waar de NOS zich huisvest heet het NOS-gebouw en het andere gedeelte waar het bestuur van de NPO en het NPO Radiohuis zich bevinden wordt nu omschreven als het NPO-gebouw.
Het gebouw, een ontwerp van architect Jan H. van der Zee die ook de televisietoren, de televisiestudio's op het Media Park en het oorspronkelijke Hoofdgebouw van de NOS heeft ontworpen, herbergt de televisiestudio's 7, 8, 10, 12, 14 en 15 alsmede de eindregies van NPO 1, NPO 2, NPO 3, NPO 1 Extra, NPO 2 Extra en NPO Politiek en Nieuws en de MCR van Red Bee Media. 
In februari 1985 werd Studio 7 in gebruik genomen. Deze televisiestudio is enkel voor de NOS en hoeven ze niet te delen met andere omroepen. Tussen 2005 en 2006 zĳn alle redacties van de NOS als onderdeel van een reorganisatie verhuisd van het Hoofdgebouw naar het Videocentrum. Dit betreft NOS Nieuws (NOS Journaal, NOS Jeugdjournaal, NOS op 3 en NOS Stories), NOS Sport, NOS Evenementen, NOS Online, NOS Teletekst en Nieuwsuur.  Hierom staat dit gebouw tegenwoordig bekend als het NOS-gebouw.
In het gebouw is ook een radiostudio van NPO Radio 1 gevestigd alsmede enkele radio-eindregies, maar door de wens van de NPO om alle publieke radiostations onder één dak te onderbrengen is deze in 2017 verhuisd naar het NPO Radiohuis tot onvrede van de NOS. Dit pand is verbonden met het NPO Radiohuis en andere afdelingen in het NPO-gebouw.